# Stanisław Poręba (historyk)
Stanisław Poręba (ur. 28 kwietnia 1934 w Białochowie, zm. 22 października 2010 w Grudziądzu) – polski historyk-regionalista i działacz kulturalny.

## Życiorys
Studia wyższe ukończył w Instytucie Historii UAM w Poznaniu. Przez wiele lat związany zawodowo i organizacyjnie z Klubem "Centrum" Spółdzielni Mieszkaniowej w Grudziądzu. Jest współzałożycielem Koła Miłośników Dziejów Grudziądza (KMDG), ponadto członkiem Polskiego Towarzystwa Historycznego (PTH) i Grudziądzkiego Towarzystwa Kultury (GTK), wchodząc w skład ich zarządów. Członek komitetu redakcyjnego "Rocznika Grudziądzkiego" (PTH) i "Kalendarza Grudziądzkiego" (GTK), redaktor biuletynu "Grudziądz" (KMDG). Jest autorem kilkuset naukowych i popularnonaukowych opracowań prasowych, artykułów w słownikach biograficznych i publikacji wydawanych metodą małej poligrafii, poświęconych dziejom Grudziądza i ludziom z nim związanym, współorganizatorem sesji popularnonaukowych o tej tematyce.